# John Kent
John Alexander Kent, przydomek „Johnny Kentowski” (ur. 23 czerwca 1914 w Winnipeg, zm. 7 października 1985 w Woking) – kanadyjski pułkownik pilot Królewskich Sił Powietrznych (ang. Group Captain Royal Air Force), as myśliwski.

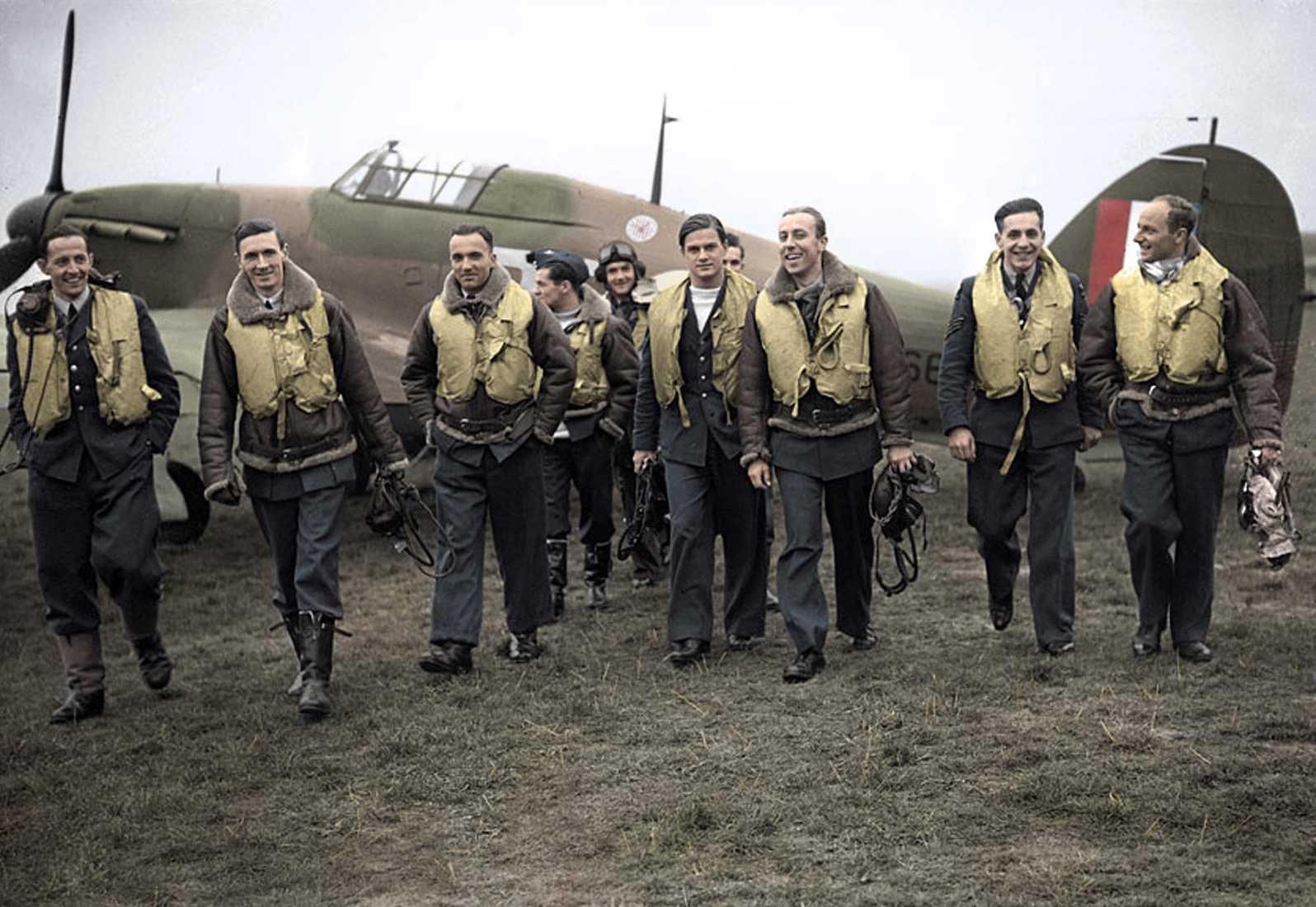
Piloci Dywizjonu 303, od lewej: P/O Ferić, Flt Lt Kent, F/O Grzeszczak, P/O Radomski, P/O Zumbach, P/O Łokuciewski, F/O Henneberg, Sgt. Rogowski, Sgt. Szaposznikow

## Życiorys
Licencję pilota uzyskał w wieku 17 lat. W 1935 przybył do Wielkiej Brytanii i przyjęty został do Królewskich Sił Powietrznych, gdzie szybko zdobył sobie opinię jednego z lepszych lotników. W 1936 roku został skierowany do 19 dywizjonu RAF. W 1937 został oblatywaczem w bazie testowej RAF w Farnborough. W lipcu 1940 w 7 OTU.
W sierpniu 1940, w stopniu kapitana przydzielony został do 303 Dywizjonu Myśliwskiego Warszawskiego im. Tadeusza Kościuszki na stanowisko dowódcy eskadry „A”. Niezadowolony z przydziału wypowiedział, w oparciu o rozpowszechnione wówczas opinie, zdanie: „Chciało mi się krzyczeć! O polskim lotnictwie wojskowym wiedziałem tylko tyle, że zostało zniszczone w ciągu zaledwie dwóch dni”. 18 września 1940 Kent zapisał w swoim pamiętniku: „rezultaty Polaków są po prostu fantastyczne. Zwyczajnie rozwalają wszystko, co wejdzie im w drogę. Mają świetny wzrok i znakomite umiejętności strzeleckie i lubią strzelać do szkopów – co im wychodzi, i to jeszcze jak! Uwielbiają to i traktują jak świetny ubaw”.
Na czele eskadry walczył do 18 grudnia 1940, między innymi w bitwie o Anglię. Latał na samolotach Hawker Hurricane i Supermarine Spitfire. W kwietniu 1941 wyznaczony został na stanowisko brytyjskiego dowódcy 1 Polskiego Skrzydła Myśliwskiego. W październiku 1941 został odznaczony najwyższym polskim odznaczeniem wojskowym, Krzyżem Srebrnym Orderu Wojennego Virtuti Militari.

## Zestrzelenia
Uzyskał 13 zestrzeleń pewnych i 3 zestrzelenia prawdopodobne oraz uszkodził dwa samoloty Luftwaffe, w tym w czasie bitwy o Anglię 4-1-2
zestrzelenia pewne
- Me-110 – 9 września 1940
- Me-109 – 23 września 1940
- Ju-88 – 27 września 1940
- Me-109 – 1 października 1940

zestrzelenia prawdopodobne
- Me-109 – 1 października 1940

uszkodzenia
- Ju-88 – 9 września 1940
- Fw-58 – 23 września 1940

## Ordery i odznaczenia[4]
- Distinguished Flying Cross – dwukrotnie: 1940 i 1941
- Air Force Cross
- 1939–1945 Star z klamrą BATTLE OF BRITAIN
- Air Crew Europe Star
- Africa Star z klamrą NORTH AFRICA 1942–1943
- Italy Star
- Defence Medal
- War Medal 1939–1945
- Queen Elizabeth II Coronation Medal – 1952
- Krzyż Srebrny Orderu Wojennego Virtuti Militari – Polska, 1941